# Izon-la-Bruisse
 Izon-la-Bruisse  là một xã thuộc tỉnh Drôme trong vùng Auvergne-Rhône-Alpes đông nam nước Pháp. Xã Izon-la-Bruisse nằm ở khu vực có độ cao trung bình 1110 mét trên mực nước biển.